# Kíla
Kíla est un groupe irlandais de folk, originaire de Dublin. Il est formé en 1987 au Coláiste Eoin (en) de Dublin. Le groupe collabore avec le compositeur Bruno Coulais sur plusieurs bandes originales de films d'animation.

## Histoire
En 1988, ils se rendent à l'étranger pour jouer dans leur premier festival, en Allemagne, et enregistrent leur premier disque. Depuis, Kíla joue dans 35 pays sur cinq continents et dans certains des plus grands festivals du monde, notamment le Montreux Jazz Festival, le Cambridge Folk Festival, le Rainforest World Music Festival de Vorneo, Electric Picnic, Womadelaide, le Glastonbury Festival, le Sziget Festival de Hongrie, le Stockholm Water Festival, le Hogmany Festival d'Écosse, ainsi que des festivals de musique irlandaise et celtique aux États-Unis, au Canada et en Espagne. Ils se produisent lors de la cérémonie d'ouverture des Jeux olympiques en Irlande en 2003. Ils composent de la bande-son pour le cinéma et la télévision, sont nommés aux Oscars et remportent des prix pour leur musique.
En 2003, dans une critique de la BBC sur leur album Luna Park, Malachy O'Neill estime que le mélange de musique traditionnelle irlandaise et de musique du monde de Kíla avec une sensibilité rock moderne avait insufflé une nouvelle vie à la musique folk irlandaise contemporaine.
En 2020, Kíla enregistre la bande-son de deux autres films : Wolfwalkers, nommé aux Oscars et primé, et Arracht, premier film de Tomás Ó Súilleabháin. Arracht est nommé pour 11 prix IFTA et en remporte deux, Kíla ayant reçu le prix de la « meilleure musique originale ». Pendant les deux confinements liés au Covid-19, le groupe donne six concerts en ligne, dont le point culminant est la diffusion d'une émission sur le thème de Wolfwalkers à l'occasion de la Saint-Patrick, en direct pour tous les consulats irlandais dans le monde. Après l'enfermement, le groupe est parti en tournée et a produit trois spectacles plus importants : Kíla and Tumble Circus (septembre 2021) ; Kíla le Prás (veille du Nouvel An 2021) ; et Kíla and Cairde pour le Tradfest au National Stadium (janvier 2022).
En 2024, le groupe est annoncé pour les 10 ans du festival Another Love Story.

## Style musical
Son style musical mêle la musique irlandaise traductionnelle avec un style tribal, rock et classique. 

## Membres

### Membres actuels
- Rónán Ó Snodaigh – bodhrán, sifflet, chant (depuis 1987)
- Colm Ó Snodaigh – flûte, chant (depuis 1988)
- Brian Hogan – basse (depuis 1996)
- Seanán Brennan – guitare acoustique et électrique, basse, mandore (depuis 2009)
- Dave Hingerty – batterie (depuis 2010)
- James Mahon – flûte, uilleann pipes, sifflets (depuis 2015)
- Dee Armstrong – violon, percussions, dulcimer (depuis 1991)

### Anciens membres
- Eoin Dillon – uilleann pipes (1987-2015)
- Lance Hogan – guitare, djembé, batterie (1995-2009)
- Laurence O'Keefe – basse (1995-1996)
- Eoin O'Brien – guitare acoustique et électrique (1991-1995)
- Ed Kelly – basse (1994-1995)
- Karl Odlum – basse (1987-1994)
- David Reidy – guitare électrique (1991-1992)
- Dave Odlum – guitare acoustique (1987-1991)
- Colm Mac Con Iomaire – violon (1987-1991)

### Galerie

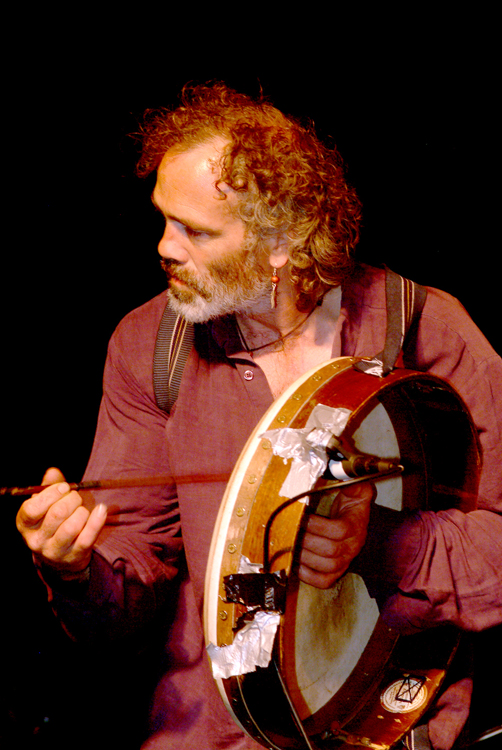
Rónán Ó Snodaigh.
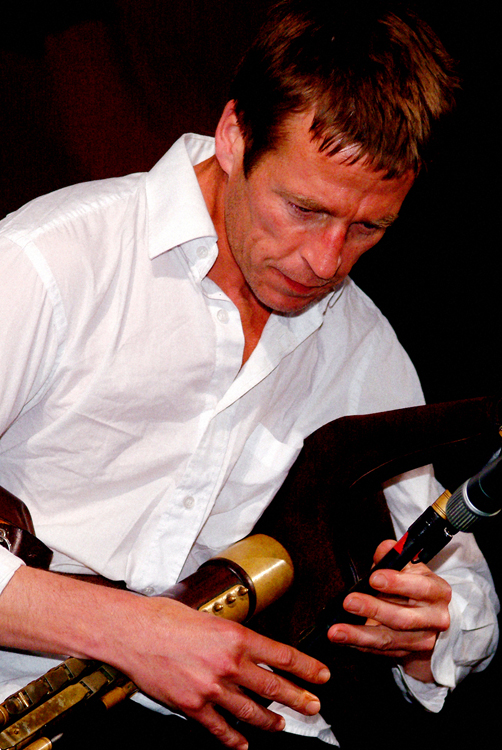
Eoin Dillon.
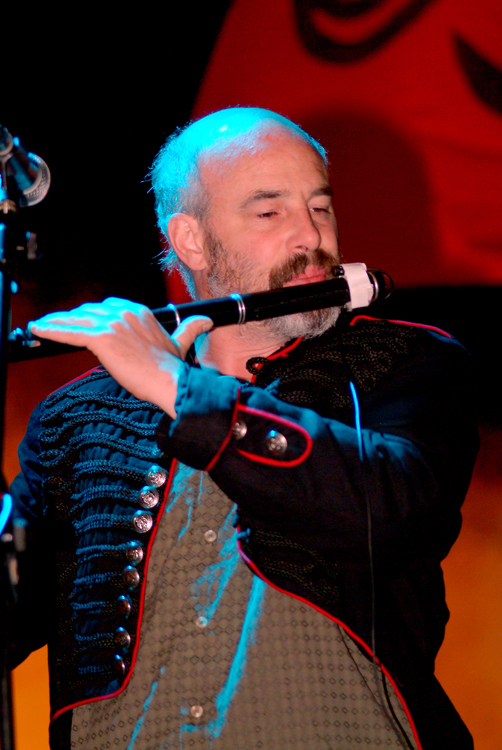
Colm Ó Snodaigh.
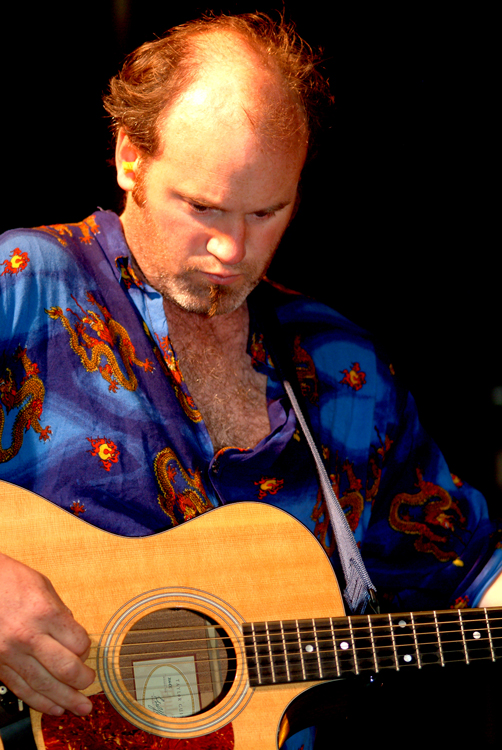
Rossa Ó Snodaigh.
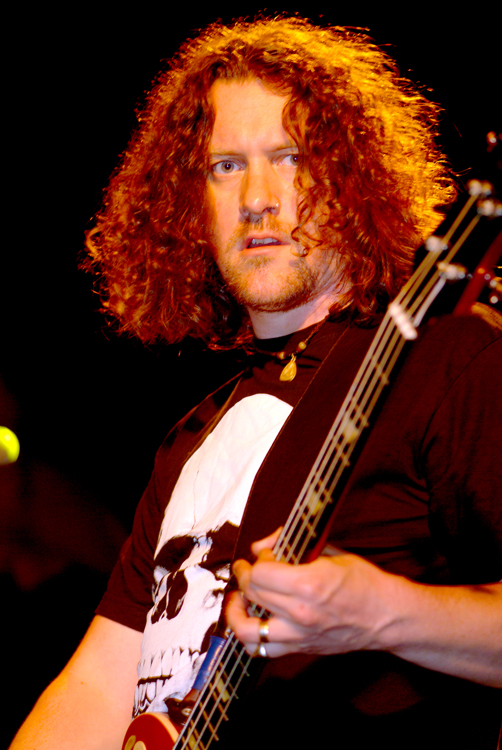
Brian Hogan.

## Discographie

### Albums studio
- 1991 : Groovin' (6 premiers enregistrements)
- 1993 : Handel's Fantasy
- 1995 : Mind The Gap
- 1997 : Tóg É Go Bog É
- 2000 : Lemonade and Buns
- 2000 : Live in Vicar St.
- 2003 : Luna Park
- 2004 : Live in Dublin
- 2006 : Kíla & Oki
- 2006 : Another Beat (remix)
- 2006 : The Best and Live in Dublin (best of)
- 2007 : Gambler's Ballet
- 2009 : Best of Kíla
- 2010 : Soisin
- 2015 : Suas Sios[3]
- 2017 : Kíla Alive

### Bandes-son
- 2002 : Monkey
- 2009 : Brendan et le Secret de Kells (The Secret of Kells) -  avec Bruno Coulais
- 2015 : Le Chant de la mer (Song of the Sea) - avec Bruno Coulais
- 2018 : Croc-Blanc (White Fang) - avec Bruno Coulais
- 2021 : Le Peuple Loup (Wolfwalkers) - avec Bruno Coulais
- 2021 : Arracht